# Župnija Novo mesto – Sveti Lenart
Župnija Novo mesto –  Sveti Lenart je rimskokatoliška teritorialna župnija Dekanije Novo mesto Škofije Novo mesto.
Župnija sv. Lenarta je bila ustanovljena 10. septembra 1967. Do 7. aprila 2006, ko je bila ustanovljena Škofija Novo mesto, je bila župnija del Nadškofije Ljubljana. Župnijo od ustanovitve upravljajo frančiškani.
K župniji sodi tudi Frančiškanski samostan Novo mesto.

## Cerkve
| #  | Slika                     | Cerkev                                            | Naselje                |
| -- | ------------------------- | ------------------------------------------------- | ---------------------- |
| 1. | Klikni za spremembo slike | Cerkev svetega Lenarta (župnijska in samostanska) | Novo mesto             |
| 2. | Klikni za spremembo slike | Cerkev svetega Lenarta                            | Novo mesto (Gotna vas) |
| 3. | Klikni za spremembo slike | Cerkev Marijinega vnebovzetja                     | Smolenja vas           |
| 4. | Klikni za spremembo slike | Cerkev Svete Trojice                              | Potov Vrh              |
| 5. | Klikni za spremembo slike | Cerkev Žalostne Matere Božje                      | Veliki Slatnik         |